# Curtis Warren
Curtis Warren, detto Cocky (Toxteth, 31 maggio 1963), è un criminale inglese.

## Carriera criminale
Si è interessato di traffico di droga con base in Liverpool. Con un capitale stimato 125 milioni di sterline, Warren apparve nell'elenco delle persone più ricche del Regno Unito sul Sunday Times.
Nel corso della sua carriera criminale ha avuto contatti con la criminalità sudamericana (in particolare quella venezuelana) e i gruppi criminali olandesi. Fu arrestato nei Paesi Bassi nel 1996 e condannato a dodici anni di reclusione per traffico internazionale di sostanze stupefacenti. Il 14 giugno 2007 fu rilasciato dopo aver vinto un appello. Fu nuovamente arrestato il 21 luglio 2007 alle Isole del Canale, dove si era rifugiato in cerca di pace.